# Saison 2020-2021 du Borussia Dortmund
Maillots
Chronologie
Saison précédente Saison suivante
La saison 2020-2021 est la 112e saison du Borussia Dortmund depuis sa fondation en 1909 et la 45e saison du club en Bundesliga, la meilleure ligue allemande de football. Le Borussia Dortmund est impliqué dans 3 compétitions : la Bundesliga, la DFB Pokal et la Ligue des Champions.

## Transferts
| Nom                      | Nationalité | Poste          | Transfert             | Période       | Provenance/Destination | Division             |
| ------------------------ | ----------- | -------------- | --------------------- | ------------- | ---------------------- | -------------------- |
| Arrivées                 |             |                |                       |               |                        |                      |
| Dženis Burnić            | Allemagne   | Milieu         | Retour de prêt        | Mercato d'été | Dynamo Dresden         | Bundesliga 2         |
| Felix Passlack           | Allemagne   | Défenseur      | Retour de prêt        | Mercato d'été | Fortuna Sittard        | Eredivisie           |
| Jeremy Toljan            | Allemagne   | Défenseur      | Retour de prêt        | Mercato d'été | US Sassuolo            | Série A              |
| André Schürrle           | Allemagne   | Attaquant      | Retour de prêt        | Mercato d'été | Spartak Moscou         | Première Ligue Russe |
| Ömer Toprak              | Turquie     | Défenseur      | Retour de prêt        | Mercato d'été | Werder Brême           | Bundesliga           |
| Sergio Gómez             | Espagne     | Milieu         | Retour de prêt        | Mercato d'été | SD Huesca              | LaLiga2              |
| Marius Wolf              | Allemagne   | Attaquant      | Retour de prêt        | Mercato d'été | Hertha Berlin          | Bundesliga           |
| Emre Can                 | Allemagne   | Milieu         | Retour de prêt        | Mercato d'été | Juventus               | Série A              |
| Thomas Meunier           | Belgique    | Défenseur      | Transfert libre       | Mercato d'été | Paris Saint-Germain    | Ligue 1              |
| Emre Can                 | Allemagne   | Milieu         | Transfert (25 M€)     | Mercato d'été | Juventus               | Série A              |
| Jude Bellingham          | Angleterre  | Milieu         | Transfert (25 M€)     | Mercato d'été | Birmingham City        | Championship         |
| Jamie Bynoe-Gittens      | Angleterre  | Attaquant      | Transfert (Libre)     | Mercato d'été | Manchester City        | NextGen Series       |
| Reinier                  | Brésil      | Milieu         | Prêt                  | Mercato d'été | Real Madrid            | LaLiga               |
| Dépenses totales : 50 M€ |             |                |                       |               |                        |                      |
| Départs                  |             |                |                       |               |                        |                      |
| André Schürrle           | Allemagne   | Attaquant      | Fin de Contrat        | Mercato d'été | Retraite               | -                    |
| Mario Götze              | Allemagne   | Milieu         | Fin de Contrat        | Mercato d'été | PSV Eindhoven          | Eredivisie           |
| Eric Oelschlägel         | Allemagne   | Gardien de but | Fin de Contrat        | Mercato d'été | FC Utrecht             | Eredivisie           |
| Ömer Toprak              | Turquie     | Défenseur      | Transfert (3,5 M€)    | Mercato d'été | Werder Brême           | Bundesliga           |
| Dženis Burnić            | Allemagne   | Milieu         | Transfert (500 000 K) | Mercato d'été | FC Heidenheim          | Bundesliga 2         |
| Leonardo Balerdi         | Argentine   | Défenseur      | Prêt                  | Mercato d'été | Olympique de Marseille | Ligue 1              |
| Immanuel Pherai          | Pays-Bas    | Milieu         | Prêt                  | Mercato d'été | PEC Zwolle             | Eredivisie           |
| Marius Wolf              | Allemagne   | Attaquant      | Prêt                  | Mercato d'été | FC Cologne             | Bundesliga           |
| Recettes totales : 4 M€  |             |                |                       |               |                        |                      |

## Maillots
Équipementier: Puma / Sponsor: Evonik Industries

### Joueurs
| Domicile | Domicile (alt.) | Extérieur | Troisième | Domicile (LDC) | Domicile (LDC) (alt.) |

| Domicile | Domicile (alt.) | Extérieur | Troisième | Domicile (LDC) | Domicile (LDC) (alt.) |

### Gardien de but
| 1er (2020-2021) | 2e (2020-2021) | 3e (2020-2021) | 4e (2020-2021) |

| 1er (2020-2021) | 2e (2020-2021) | 3e (2020-2021) | 4e (2020-2021) |

## Équipe

### Effectif professionnel
Le tableau suivant liste l'effectif professionnel du Borussia Dortmund pour la saison 2020-2021.

### Joueurs prêtés
Le tableau suivant liste les joueurs en prêts pour la saison 2020-2021
| Joueurs prêtés |    |                        |                  |                     |                 |                        |  |
| \| N° \| P. \| Nat. \| Nom \| Date de naissance \| Sélection \| Club en prêt \| \| \| 999 \| D \| \| Leonardo Balerdi \| 26/01/1999 (26 ans) \| Argentine \| Olympique de Marseille \| \| \| 999 \| D \| \| Jeremy Toljan \| 08/08/1994 (30 ans) \| – \| US Sassuolo \| \| \| 999 \| M \| \| Sergio Gómez \| 04/09/2000 (24 ans) \| Espagne espoirs \| SD Huesca \| \| \| 999 \| M \| \| Immanuel Pherai \| 25/04/2001 (23 ans) \| – \| PEC Zwolle \| \| \| 999 \| A \| \| Marius Wolf \| 27/05/1995 (29 ans) \| – \| FC Cologne \| \| |    |                        |                  |                     |                 |                        |  |
| N° | P. | Nat.                   | Nom              | Date de naissance   | Sélection       | Club en prêt           |  |
| 999 | D  | Drapeau de l'Argentine | Leonardo Balerdi | 26/01/1999 (26 ans) | Argentine       | Olympique de Marseille |  |
| 999 | D  | Drapeau de l'Allemagne | Jeremy Toljan    | 08/08/1994 (30 ans) | –               | US Sassuolo            |  |
| 999 | M  | Drapeau de l'Espagne   | Sergio Gómez     | 04/09/2000 (24 ans) | Espagne espoirs | SD Huesca              |  |
| 999 | M  | Drapeau des Pays-Bas   | Immanuel Pherai  | 25/04/2001 (23 ans) | –               | PEC Zwolle             |  |
| 999 | A  | Drapeau de l'Allemagne | Marius Wolf      | 27/05/1995 (29 ans) | –               | FC Cologne             |  |

| N°  | P. | Nat.                   | Nom              | Date de naissance   | Sélection       | Club en prêt           |  |
| 999 | D  | Drapeau de l'Argentine | Leonardo Balerdi | 26/01/1999 (26 ans) | Argentine       | Olympique de Marseille |  |
| 999 | D  | Drapeau de l'Allemagne | Jeremy Toljan    | 08/08/1994 (30 ans) | –               | US Sassuolo            |  |
| 999 | M  | Drapeau de l'Espagne   | Sergio Gómez     | 04/09/2000 (24 ans) | Espagne espoirs | SD Huesca              |  |
| 999 | M  | Drapeau des Pays-Bas   | Immanuel Pherai  | 25/04/2001 (23 ans) | –               | PEC Zwolle             |  |
| 999 | A  | Drapeau de l'Allemagne | Marius Wolf      | 27/05/1995 (29 ans) | –               | FC Cologne             |  |

## Préparation d'avant-saison
Le Borussia Dortmund débutent leur préparation durant le 12 août 2020. Ils débutent contre deux équipes autrichiennes Rheindorf Altach et Austria Vienne dans le stade Stadion Schnabelholz en Autriche. Ensuite, ils reviennent en Allemagne pour affronter MSV Duisburg et Feyenoord Rotterdam dans des matchs pour gagner une coupe traditionnelle. Après avoir perdu contre le Feyenoord dans la coupe traditionnelle, ils vont affronter quatre autres équipes    
SC Paderborn, VfL Bochum, Sparta Rotterdam et RSC Anderlecht dans leur centre d'entrainement pour terminer leur préparation.

## Compétitions
| Bundesliga         | DFB Pokal                            | DFL Supercup                            | Ligue des Champions                                      |
| ------------------ | ------------------------------------ | --------------------------------------- | -------------------------------------------------------- |
| 3e place 69 points | Vainqueur face au RB Leipzig (4 - 1) | Finaliste face au Bayern Munich (3 - 2) | Quart de finale face à Manchester City (2 - 1) - (1 - 2) |
| 20V 4N 10D         | 6V 0N 0D                             | 0V 0N 1D                                | 5V 2N 3D                                                 |
| TOTAL: 31V 6N 14D  |                                      |                                         |                                                          |

### Bundesliga

#### Classement
| Rang | Équipe                  | Pts | J  | G  | N  | P  | Bp | Bc | Diff | Qualification ou relégation                                      |
| ---- | ----------------------- | --- | -- | -- | -- | -- | -- | -- | ---- | ---------------------------------------------------------------- |
| 1    | Bayern Munich T (C, Q)  | 78  | 34 | 24 | 6  | 4  | 99 | 44 | +55  | Qualification pour la phase de groupes de la Ligue des champions |
| 2    | RB Leipzig (Q)          | 65  | 34 | 19 | 8  | 7  | 60 | 32 | +28  | Qualification pour la phase de groupes de la Ligue des champions |
| 3    | Borussia Dortmund (Q)   | 64  | 34 | 20 | 4  | 10 | 75 | 46 | +29  | Qualification pour la phase de groupes de la Ligue des champions |
| 4    | VfL Wolfsburg (Q)       | 61  | 34 | 17 | 10 | 7  | 61 | 37 | +24  | Qualification pour la phase de groupes de la Ligue des champions |
| 5    | Eintracht Francfort (Q) | 60  | 34 | 16 | 12 | 6  | 69 | 53 | +16  | Qualification pour la phase de groupes de la Ligue Europa        |

#### Championnat

##### Journées 1 à 5
Après un début de match compliqué, Dortmund a profité du manque d’allant offensif de son adversaire pour prendre confiance. Sans Pléa et Marcus Thuram pas au top physiquement et laissés sur le banc, Gladbach a plus subi qu’il n’a tenté, Roman Bürki n’ayant pratiquement rien eu à faire de la rencontre. Dominé sur l'ensemble du match, le club bavarois signe un succès de prestige face à un Borussia Dortmund en manque de réussite. Uduokhai et Caligiuri ont été décisifs alors que Gikiewicz a brillé sur sa ligne. Le Borussia Dortmund est revenu à la victoire en battant Fribourg 4-0 à domicile grâce à un autre doublé d'Erling Haaland, malgré l'absence de Jadon Sancho. Avant son déplacement à Rome contre la Lazio en Ligue des champions, le Borussia Dortmund, poussif, a fait la différence grâce à ses remplaçants. Erling Haaland, sorti du banc, a offert le but de la victoire à l'autre joker Marco Reus, auteur de son premier but en Bundesliga cette saison. Face à une très faible opposition, le Borussia Dortmund a survolé le Revierderby. Schalke 04 s'est accroché jusqu'à la pause avant de sombrer. Akanji et Hummels, les deux défenseurs centraux ont été décisifs, comme Haaland.

#### Évolution du classement et des résultats
| Journée  | 1  | 2   | 3  | 4  | 5  | 6  | 7  | 8  | 9  | 10 | 11 | 12 | 13 | 14 | 15 | 16 | 17 | 18 | 19 | 20 | 21 | 22 | 23 | 24 | 25 | 26 | 27 | 28 | 29 | 30 | 31 | 32 | 33 | 34 |
| -------- | -- | --- | -- | -- | -- | -- | -- | -- | -- | -- | -- | -- | -- | -- | -- | -- | -- | -- | -- | -- | -- | -- | -- | -- | -- | -- | -- | -- | -- | -- | -- | -- | -- | -- |
| Résultat | V  | D   | V  | V  | V  | V  | D  | V  | D  | N  | D  | V  | D  | V  | V  | N  | D  | D  | V  | D  | N  | V  | V  | D  | V  | N  | D  | V  | V  | V  | V  | V  | V  | V  |
| Rang     | 3e | 10e | 5e | 3e | 3e | 2e | 3e | 2e | 4e | 4e | 5e | 4e | 5e | 4e | 4e | 4e | 4e | 7e | 6e | 6e | 6e | 6e | 5e | 6e | 5e | 5e | 5e | 5e | 5e | 5e | 5e | 4e | 4e | 3e |

### DFL Supercup
Après un début de saison mitigé en championnat, le Borussia Dortmund s'incline contre le champion d'Europe en titre, à savoir, le Bayern Munich sur un score serré de 3-2, arbitré par Bibiana Steinhaus pour sa dernière en carrière.

### Ligue des champions

#### Parcours en Ligue des champions
Au terme d'une prestation très convaincante, la Lazio s'impose dans le choc du groupe F. Malgré la possession en leur faveur, les jaunes et noirs n'ont pas su prendre le dessus. Longtemps sans solution face à la défense du Zenith, le Borussia s'en sort finalement grâce à un penalty de Sancho. Haaland est venu assurer le résultat dans le temps additionnel. Un succès logique[non neutre] du BVB qui se replace dans ce groupe F, après le nul entre Bruges et la Lazio Rome.[réf. nécessaire]

#### Phase de groupes
| Rang | Équipe                   | Pts | J | G | N | P | Bp | Bc | Diff |  | Résultats (▼ dom., ► ext.) |     |     |     |     |
| ---- | ------------------------ | --- | - | - | - | - | -- | -- | ---- |  | -------------------------- | --- | --- | --- | --- |
| 1    | Borussia Dortmund        | 13  | 6 | 4 | 1 | 1 | 12 | 5  | +7   |  | Borussia Dortmund          |     | 1-1 | 3-0 | 2-0 |
| 2    | SS Lazio                 | 10  | 6 | 2 | 4 | 0 | 11 | 7  | +4   |  | SS Lazio                   | 3-1 |     | 2-2 | 3-1 |
| 3    | Club Bruges KV           | 8   | 6 | 2 | 2 | 2 | 8  | 10 | -2   |  | Club Bruges KV             | 0-3 | 1-1 |     | 3-0 |
| 4    | Zénith Saint-Pétersbourg | 1   | 6 | 0 | 1 | 5 | 4  | 13 | -9   |  | Zénith Saint-Pétersbourg   | 1-2 | 1-1 | 1-2 |     |

## Compositions de l'équipe

### Premiere Partie
| Match                                                | Joueurs titulaires | Joueurs entrés en cours de jeu                                       |                                                 | Match | Joueurs titulaires                                                      | Joueurs entrés en cours de jeu |
| ---------------------------------------------------- | --- | -------------------------------------------------------------------- | ----------------------------------------------- | --- | ----------------------------------------------------------------------- | ------------------------------ |
| Borussia Dortmund - Borussia Mönchengladbach 3-4-1-2 | Bürki Can - Hummels - Akanji Meunier - Witsel - Bellingham (67e) - Hazard (19e) Reyna (78e) Sancho (78e) - Haaland          | Passlack (19e) Delaney (67e) Reus (78e) Sancho (78e)                 | FC Augsbourg - Borussia Dortmund 3-4-1-2        | Bürki Can - Hummels - Akanji Meunier (69e) - Bellingham (60e) - Witsel (83e) - Guerreiro (59e) Reyna Sancho - Haaland        | Brandt (59e) Reus (60e) Reinier (69e) Dahoud (83e)                      |                                |
|                                                      | |                                                                      |                                                 | |                                                                         |                                |
| Borussia Dortmund - SC Fribourg 3-4-2-1              | Bürki Can - Hummels - Akanji Meunier (84e) - Bellingham (71e) - Witsel - Guerreiro (84e) Reus (71e) - Reyna (80e) Haaland   | Delaney (71e) Brandt (71e) Reinier (80e) Schulz (84e) Passlack (84e) | TSG Hoffenheim - Borussia Dortmund 3-4-2-1      | Hitz Piszczek (21e) - Hummels - Can Meunier (75e) - Dahoud (75e) - Witsel - Passlack Sancho (64e) - Reyna Brandt (64e)       | Delaney (21e) Haaland (64e) Reus (64e) Bellingham (75e) Guerreiro (75e) |                                |
|                                                      | |                                                                      |                                                 | |                                                                         |                                |
| Borussia Dortmund - Schalke 04 4-2-3-1               | Bürki Meunier (80e) - Akanji - Hummels - Guerreiro Dahoud (72e) - Delaney Sancho (77e) - Brandt (77e) - Reyna (72e) Haaland | Witsel (72e) Passlack (72e) Hazard (77e) Reus (77e) Morey (80e)      | Arminia Bielefeld - Borussia Dortmund 4-2-3-1   | Bürki Meunier - Akanji - Hummels (86e) - Passlack Bellingham - Delaney (82e) Sancho (75e) - Reus (75e) - Hazard (82e) Brandt | Reyna (75e) Guerreiro (75e) Witsel (82e) Reinier (82e) Piszczek (86e)   |                                |
|                                                      | |                                                                      |                                                 | |                                                                         |                                |
| Borussia Dortmund - Bayern Munich 4-2-3-1            | Bürki Meunier - Akanji - Hummels - Guerreiro Witsel - Delaney (60e) Sancho (69e) - Reus - Reyna (69e) Haaland               | Bellingham (60e) Brandt (69e) Hazard (69e)                           | Hertha Berlin - Borussia Dortmund 3-4-2-1       | Bürki Can (76e) - Hummels - Akanji Meunier - Witsel - Dahoud (62e) - Guerreiro (85e) Reus (77e) - Brandt Haaland (85e)       | Bellingham (62e) Piszczek (76e) Reyna (77e) Schulz (85e) Moukoko (85e)  |                                |
|                                                      | |                                                                      |                                                 | |                                                                         |                                |
| Borussia Dortmund - FC Cologne 4-2-3-1               | Bürki Meunier (62e) - Akanji - Hummels - Passlack (67e) Can - Witsel Sancho - Reus - Brandt (67e) Haaland                   | Hazard (62e) Reyna (67e) Moukoko (67e)                               | Eintracht Francfort - Borussia Dortmund 3-4-2-1 | Bürki Can - Hummels - Zagadou Morey - Dahoud (46e) - Witsel - Schulz Sancho - Reyna Brandt (74e)                             | Moukoko (46e) Bellingham (74e)                                          |                                |
|                                                      | |                                                                      |                                                 | |                                                                         |                                |
| Borussia Dortmund - VfB Stuttgart 3-4-2-1            | Bürki Can (59e) - Hummels - Akanji (85e) Morey - Witsel - Bellingham (64e) - Guerreiro (85e) Sancho (85e) - Reyna Reus      | Reinier (59e) Schulz (64e) Zagadou (85e) Brandt (85e) Moukoko (85e)  | Werder Brême - Borussia Dortmund 4-2-3-1        | Bürki Morey (85e) - Akanji - Hummels (85e) - Guerreiro Bellingham (73e) - Witsel Sancho - Reus - Reyna Moukoko (80e)         | Brandt (73e) Can (80e) Piszczek (85e) Zagadou (85e)                     |                                |
|                                                      | |                                                                      |                                                 | |                                                                         |                                |
| Union Berlin - Borussia Dortmund 4-2-3-1             | Bürki Meunier (80e) - Akanji (85e) - Hummels (85e) - Guerreiro Can (80e) - Witsel Sancho - Reus (72e) - Reyna Moukoko       | Brandt (72e) Bellingham (80e) Morey (80e) Schulz (85e)               | Borussia Dortmund - FSV Mayence 4-2-3-1         | Bürki Meunier - Hummels - Zagadou (46e) - Guerreiro Can - Bellingham (60e) Sancho - Reus - Brandt Haaland                    | Akanji (46e) Moukoko (60e)                                              |                                |
|                                                      | |                                                                      |                                                 | |                                                                         |                                |

### Seconde Partie
| Match                                           | Joueurs titulaires | Joueurs entrés en cours de jeu                                      |                                                      | Match | Joueurs titulaires                                                     | Joueurs entrés en cours de jeu |
| ----------------------------------------------- | --- | ------------------------------------------------------------------- | ---------------------------------------------------- | --- | ---------------------------------------------------------------------- | ------------------------------ |
| Bayer Leverkusen - Borussia Dortmund 4-2-3-1    | Bürki Meunier - Akanji - Hummels - Guerreiro Bellingham (83e) - Delaney Sancho (73e) - Reus (89e) - Brandt Haaland         | Reyna (73e) Moukoko (83e) Tigges (89e)                              | Borussia Mönchengladbach - Borussia Dortmund 4-2-3-1 | Bürki Morey (87e) - Akanji - Hummels - Guerreiro Bellingham (79e) - Can Sancho - Reus (70e) - Brandt Haaland               | Reyna (70e) Moukoko (79e) Tigges (87e)                                 |                                |
|                                                 | |                                                                     |                                                      | |                                                                        |                                |
| Borussia Dortmund - FC Augsburg 4-2-3-1         | Bürki Morey (78e) - Akanji - Hummels - Guerreiro (83e) Brandt (75e) - Delaney Sancho - Reus (84e) - Reyna Haaland          | Bellingham (75e) Piszczek (78e) Schulz (83e) Dahoud (84e)           | SC Fribourg - Borussia Dortmund 4-1-4-1              | Bürki Can - Akanji - Hummels - Guerreiro Delaney (60e) Reyna (70e) - Reus (60e) - Brandt (46e) - Sancho Haaland            | Bellingham (46e) Dahoud (60e) Moukoko (60e) Reinier (70e)              |                                |
|                                                 | |                                                                     |                                                      | |                                                                        |                                |
| Borussia Dortmund - TSG Hoffenheim 4-2-3-1      | Hitz Can - Akanji - Hummels - Guerreiro Bellingham (71e) - Delaney (59e) Brandt (60e) - Reyna (59e) - Sancho Haaland       | Reus (59e) Dahoud (59e) Moukoko (60e) Schulz (71e)                  | Schalke 04 - Borussia Dortmund 4-2-3-1               | Hitz Morey (83e) - Can - Hummels - Guerreiro Delaney (84e) - Dahoud (81e) Sancho - Reus (80e) - Brandt (61e) Haaland       | Bellingham (61e) Reinier (80e) Reyna (81e) Meunier (83e) Moukoko (84e) |                                |
|                                                 | |                                                                     |                                                      | |                                                                        |                                |
| Borussia Dortmund - Arminia Bielefeld 4-1-4-1   | Hitz Morey (80e) - Can - Hummels (85e) - Guerreiro Dahoud (85e) Reyna (70e) - Reus (80e) - Bellingham - Sancho Haaland     | Hazard (70e) Reinier (80e) Meunier (80e) Zagadou (85e) Brandt (85e) | Bayern Munich - Borussia Dortmund 3-4-2-1            | Hitz Can - Hummels - Zagadou (70e) Meunier - Dahoud - Delaney (70e) - Schulz Reus (76e) - Hazard (60e) Haaland (60e)       | Tigges (60e) Brandt (60e) Morey (70e) Bellingham (70e) Reinier (76e)   |                                |
|                                                 | |                                                                     |                                                      | |                                                                        |                                |
| Borussia Dortmund - Hertha Berlin 4-2-3-1       | Hitz Morey (71e) - Can - Hummels (58e) - Schulz Bellingham - Dahoud Reus (84e) - Brandt - Hazard (71e) Haaland             | Zagadou (58e) Meunier (71e) Reyna (71e) Moukoko (84e)               | FC Cologne - Borussia Dortmund 4-1-4-1               | Hitz Meunier (81e) - Can - Hummels - Schulz Dahoud (88e) Reyna (66e) - Bellingham - Brandt (46e) - Hazard Haaland          | Moukoko (46e) Reinier (66e) Knauff (81e) Akanji (88e)                  |                                |
|                                                 | |                                                                     |                                                      | |                                                                        |                                |
| Borussia Dortmund - Eintracht Francfort 4-1-4-1 | Hitz Can - Akanji - Hummels - Schulz (80e) Delaney Hazard (63e) - Bellingham (56e) - Guerreiro - Reus (80e) Haaland        | Dahoud (56e) Knauff (63e) Reinier (80e) Reyna (80e)                 | VfB Stuttgart - Borussia Dortmund 4-2-3-1            | Hitz Morey (84e) - Akanji - Hummels (46e) - Guerreiro Dahoud - Delaney Reyna (80e) - Bellingham (79e) - Reus (67e) Haaland | Can (46e) Knauff (67e) Hazard (79e) Brandt (80e) Piszczek (84e)        |                                |
|                                                 | |                                                                     |                                                      | |                                                                        |                                |
| Borussia Dortmund - Werder Brême 4-1-4-1        | Hitz Morey (46e) - Akanji - Hummels - Guerreiro Dahoud (61e) Reyna - Bellingham - Brandt (74e) - Reus (88e) Haaland (88e)  | Piszczek (46e) Can (61e) Hazard (74e) Reinier (88e) Tigges (88e)    | Borussia Dortmund - Union Berlin 4-1-4-1             | Hitz Piszczek - Akanji - Hummels - Guerreiro Can (59e) Reyna (76e) - Bellingham (90e) - Reus - Hazard (59e) Haaland        | Dahoud (59e) Sancho (59e) Brandt (76e) Reinier (90e)                   |                                |
|                                                 | |                                                                     |                                                      | |                                                                        |                                |
| VfL Wolfsburg - Borussia Dortmund 4-2-3-1       | Hitz Piszczek - Akanji - Can - Guerreiro Bellingham - Dahoud Reyna (79e) - Reus (81e) - Sancho (60e) Haaland               | Hazard (59e) Delaney (60e) Meunier (81e)                            | Borussia Dortmund - RB Leipzig 4-2-3-1               | Hitz (46e) Piszczek - Akanji - Hummels - Guerreiro Dahoud (60e) - Can Reyna (83e) - Reus - Sancho Hazard (72e)             | Bürki (46e) Delaney (60e) Brandt (72e) Knauff (83e)                    |                                |
|                                                 | |                                                                     |                                                      | |                                                                        |                                |
| FSV Mayence - Borussia Dortmund 4-3-3           | Bürki Meunier - Akanji - Can - Guerreiro (84e) Bellingham (87e) - Dahoud - Reus (84e) Reyna (76e) - Haaland - Sancho (84e) | Brandt (76e) Schulz (84e) Reinier (84e) Hazard (84e) Delaney (87e)  | Borussia Dortmund - Bayer Leverkusen 4-2-3-1         | Bürki Piszczek (75e) - Akanji (63e) - Can - Schulz Dahoud (46e) - Delaney Brandt - Reinier (79e) - Reus (63e) Haaland      | Bellingham (46e) Sancho (63e) Hummels (63e) Passlack (75e) Reyna (79e) |                                |
|                                                 | |                                                                     |                                                      | |                                                                        |                                |

## Statistiques

### Statistiques collectives
| Compétition         | Premier Match     | Dernier Match     | Débute au tour   | Termine            | Matches joués | Gagnés | Nuls | Perdus | Buts pour | Buts contre | Différence |
| ------------------- | ----------------- | ----------------- | ---------------- | ------------------ | ------------- | ------ | ---- | ------ | --------- | ----------- | ---------- |
| Bundesliga          | 19 septembre 2020 | 22 mai 2021       | 1re journée      | 3e                 | 34            | 20     | 4    | 10     | 75        | 46          | +29        |
| DFB Pokal           | 14 septembre 2020 | 13 mai 2021       | 1re tour         | Vainqueur          | 6             | 6      | 0    | 0      | 21        | 3           | +18        |
| DFL Supercup        | 30 septembre 2020 | 30 septembre 2020 | Finale           | Finaliste          | 1             | 0      | 0    | 1      | 2         | 3           | -1         |
| Ligue des Champions | 20 octobre 2020   | 14 avril 2021     | Phase de groupes | Quart de Finaliste | 10            | 5      | 2    | 3      | 20        | 11          | +9         |
| Total               | -                 | -                 | -                | -                  | 51            | 31     | 6    | 14     | 116       | 65          | +51        |

### Statistiques individuelles

#### Discipline
Inclut uniquement les matches officiels. La liste est classée par numéro de maillot lorsque le total des cartons est égal.
| R     | No.   | Nat   | Position       | Joueurs           | Bundesliga | Bundesliga   | DFB Pokal | DFB Pokal    | DFL Supercup | DFL Supercup | Ligue des Champions | Ligue des Champions | Total  | Total        |
| R     | No.   | Nat   | Position       | Joueurs           | Averti     | Carton rouge | Averti    | Carton rouge | Averti       | Carton rouge | Averti              | Carton rouge        | Averti | Carton rouge |
| 1     | 22    |       | Milieu         | Jude Bellingham   | 5          | 1            | 3         | 0            | 0            | 0            | 2                   | 0                   | 10     | 1            |
| 2     | 15    |       | Défenseur      | Mats Hummels      | 6          | 0            | 1         | 0            | 0            | 0            | 1                   | 0                   | 8      | 0            |
| 2     | 23    |       | Milieu         | Emre Can          | 5          | 0            | 1         | 0            | 0            | 0            | 2                   | 0                   | 8      | 0            |
| 4     | 6     |       | Milieu         | Thomas Delaney    | 6          | 0            | 0         | 0            | 0            | 0            | 1                   | 0                   | 7      | 0            |
| 5     | 8     |       | Milieu         | Mahmoud Dahoud    | 3          | 0            | 2         | 1            | 0            | 0            | 0                   | 0                   | 5      | 1            |
| 5     | 28    |       | Milieu         | Axel Witsel       | 4          | 0            | 1         | 0            | 0            | 0            | 0                   | 0                   | 5      | 0            |
| 7     | 9     |       | Attaquant      | Erling Haaland    | 2          | 0            | 0         | 0            | 0            | 0            | 2                   | 0                   | 4      | 0            |
| 8     | 2     |       | Défenseur      | Mateu Morey       | 1          | 0            | 1         | 0            | 0            | 0            | 1                   | 0                   | 3      | 0            |
| 8     | 16    |       | Défenseur      | Manuel Akanji     | 3          | 0            | 0         | 0            | 0            | 0            | 0                   | 0                   | 3      | 0            |
| 8     | 24    |       | Défenseur      | Thomas Meunier    | 3          | 0            | 0         | 0            | 0            | 0            | 0                   | 0                   | 3      | 0            |
| 10    | 11    |       | Milieu         | Marco Reus        | 1          | 0            | 1         | 0            | 0            | 0            | 0                   | 0                   | 2      | 0            |
| 10    | 32    |       | Milieu         | Giovanni Reyna    | 1          | 0            | 0         | 0            | 0            | 0            | 1                   | 0                   | 2      | 0            |
| 10    | 35    |       | Gardien de but | Marwin Hitz       | 1          | 0            | 1         | 0            | 0            | 0            | 0                   | 0                   | 2      | 0            |
| 13    | 7     |       | Attaquant      | Jadon Sancho      | 0          | 0            | 1         | 0            | 0            | 0            | 0                   | 0                   | 1      | 0            |
| 13    | 10    |       | Attaquant      | Thorgan Hazard    | 0          | 0            | 1         | 0            | 0            | 0            | 0                   | 0                   | 1      | 0            |
| 13    | 13    |       | Défenseur      | Raphaël Guerreiro | 1          | 0            | 0         | 0            | 0            | 0            | 0                   | 0                   | 1      | 0            |
| 13    | 14    |       | Défenseur      | Nico Schulz       | 1          | 0            | 0         | 0            | 0            | 0            | 0                   | 0                   | 1      | 0            |
| Total | Total | Total | Total          | Total             | 43         | 1            | 12        | 1            | 0            | 0            | 10                  | 0                   | 65     | 2            |

#### Buteurs
Inclut uniquement les matches officiels. La liste est classée par numéro de maillot lorsque le total de buts est égal.
| R.          | N.          | Nat.        | Position    | Joueurs           | Bundesliga | DFB Pokal | Ligue des Champions | DFL Supercup | Total |
| ----------- | ----------- | ----------- | ----------- | ----------------- | ---------- | --------- | ------------------- | ------------ | ----- |
| 1           | 9           |             | Attaquant   | Erling Haaland    | 27         | 3         | 10                  | 1            | 41    |
| 2           | 7           |             | Attaquant   | Jadon Sancho      | 8          | 6         | 2                   | 0            | 16    |
| 3           | 11          |             | Attaquant   | Marco Reus        | 8          | 2         | 1                   | 0            | 11    |
| 4           | 32          |             | Milieu      | Giovanni Reyna    | 4          | 3         | 0                   | 0            | 7     |
| 5           | 13          |             | Défenseur   | Raphaël Guerreiro | 5          | 0         | 1                   | 0            | 6     |
| 5           | 15          |             | Défenseur   | Mats Hummels      | 5          | 1         | 0                   | 0            | 6     |
| 7           | 10          |             | Milieu      | Thorgan Hazard    | 1          | 2         | 1                   | 0            | 4     |
| 7           | 19          |             | Milieu      | Julian Brandt     | 3          | 0         | 0                   | 1            | 4     |
| 7           | 22          |             | Milieu      | Jude Bellingham   | 1          | 2         | 1                   | 0            | 4     |
| 10          | 18          |             | Attaquant   | Youssoufa Moukoko | 3          | 0         | 0                   | 0            | 3     |
| 11          | 8           |             | Milieu      | Mahmoud Dahoud    | 1          | 0         | 0                   | 1            | 2     |
| 11          | 16          |             | Défenseur   | Manuel Akanji     | 2          | 0         | 0                   | 0            | 2     |
| 11          | 23          |             | Milieu      | Emre Can          | 1          | 1         | 0                   | 0            | 2     |
| 14          | 6           |             | Milieu      | Thomas Delaney    | 1          | 0         | 0                   | 0            | 1     |
| 14          | 20          |             | Milieu      | Reinier           | 1          | 0         | 0                   | 0            | 1     |
| 14          | 24          |             | Défenseur   | Thomas Meunier    | 1          | 0         | 0                   | 0            | 1     |
| 14          | 26          |             | Défenseur   | Łukasz Piszczek   | 1          | 0         | 0                   | 0            | 1     |
| 14          | 28          |             | Milieu      | Axel Witsel       | 0          | 0         | 1                   | 0            | 1     |
| 14          | 30          |             | Défenseur   | Felix Passlack    | 1          | 0         | 0                   | 0            | 1     |
| 14          | 36          |             | Attaquant   | Ansgar Knauff     | 1          | 0         | 0                   | 0            | 1     |
| Autres Buts | Autres Buts | Autres Buts | Autres Buts | Autres Buts       | 1          | 0         | 0                   | 0            | 1     |
| TOTAL       | TOTAL       | TOTAL       | TOTAL       | TOTAL             | 75         | 20        | 19                  | 2            | 116   |

#### Passeurs
Inclut uniquement les matches officiels. La liste est classée par numéro de maillot lorsque le total de passes est égal.
| R.    | N.    | Nat.  | Position  | Joueurs           | Bundesliga | DFL Supercup | DFB Pokal | Ligue des Champions | Total |
| ----- | ----- | ----- | --------- | ----------------- | ---------- | ------------ | --------- | ------------------- | ----- |
| 1     | 7     |       | Attaquant | Jadon Sancho      | 11         | 0            | 4         | 3                   | 18    |
| 2     | 11    |       | Attaquant | Marco Reus        | 6          | 0            | 4         | 2                   | 12    |
| 3     | 13    |       | Défenseur | Raphaël Guerreiro | 11         | 0            | 0         | 0                   | 11    |
| 4     | 9     |       | Attaquant | Erling Haaland    | 6          | 1            | 1         | 2                   | 10    |
| 5     | 32    |       | Milieu    | Giovanni Reyna    | 5          | 0            | 0         | 1                   | 6     |
| 6     | 6     |       | Milieu    | Thomas Delaney    | 1          | 1            | 2         | 1                   | 5     |
| 6     | 10    |       | Milieu    | Thorgan Hazard    | 3          | 0            | 1         | 1                   | 5     |
| 6     | 23    |       | Milieu    | Emre Can          | 4          | 0            | 1         | 0                   | 5     |
| 9     | 22    |       | Milieu    | Jude Bellingham   | 3          | 0            | 0         | 1                   | 4     |
| 10    | 2     |       | Défenseur | Mateu Morey       | 2          | 0            | 0         | 0                   | 2     |
| 10    | 8     |       | Milieu    | Mahmoud Dahoud    | 1          | 0            | 1         | 0                   | 2     |
| 10    | 19    |       | Milieu    | Julian Brandt     | 2          | 0            | 0         | 0                   | 2     |
| 10    | 24    |       | Défenseur | Thomas Meunier    | 1          | 0            | 0         | 1                   | 2     |
| 14    | 15    |       | Défenseur | Mats Hummels      | 0          | 0            | 0         | 1                   | 1     |
| 14    | 20    |       | Milieu    | Reinier           | 1          | 0            | 0         | 0                   | 1     |
| 14    | 36    |       | Attaquant | Ansgar Knauff     | 1          | 0            | 0         | 0                   | 1     |
| TOTAL | TOTAL | TOTAL | TOTAL     | TOTAL             | 68         | 2            | 14        | 13                  | 97    |